# Nguyên Thảo (nhạc sĩ)
Nguyên Thảo (sinh năm 1940) là một nhạc sĩ nhạc vàng trước năm 1975. Ngoài ra, ông còn là chủ nhà xuất bản Nguyên Thảo trước năm 1975.

## Cuộc đời
Nhạc sĩ Nguyên Thảo, tên thật là Nguyễn Ngọc Trân, sinh năm 1940 tại Sài Gòn.
Trong những năm 1960-1975, thì ông đã bắt đầu viết nhạc tại Sài Gòn với một số bài hát như Ngày con về, Lời đầu năm cho con,... và đồng sáng tác, đứng tên chung một số ca khúc, như "Phận gái thuyền quyên" của Giao Tiên.
Khoảng năm 1970, ông đã ra mắt nhà xuất bản Nguyên Thảo, để xuất bản một vài tờ nhạc của các nhạc sĩ như Giao Tiên, Vinh Sử, Hàn Châu, Mộng Long. Ngoài ra, ông còn cho ra mắt băng nhạc Nguyên Thảo 1, 2, 3. Đến năm 1971, nhà xuất bản của ông giải tán vì ông đi nhập ngũ một thời gian.
Theo lời kể của nhạc sĩ Giao Tiên, thì nhạc sĩ Nguyên Thảo là một người khá là hào hoa và điển trai, luôn là "thỏi nam châm" thu hút nhiều người đẹp vây quanh.
Sau năm 1975, ông vẫn còn sáng tác và ở lại Việt Nam. Năm 1983, ông qua Hoa Kỳ định cư và ít sinh hoạt văn nghệ.
Nhạc sĩ Nguyên Thảo  đã ngừng sáng tác sau năm 1975. Nhưng nhạc sĩ Vinh Sử lấy bút danh Nguyen Thảo để sáng tác vá bán cho hãng dĩa ở Việt Nam.   

## Sáng tác

### Viết một mình
- Chỉ một lời thôi (Quan San, 1970)
- Cho tình yêu chúng mình
- Còn thương nhau không
- Định mệnh (1973)[4]
- Gửi người đi chinh chiến (Ngân Thảo)
- Lời đầu năm cho con (1970)[5]
- Mai đây hòa bình (1973)
- Muôn trùng giá băng
- Người xa kẻ lạ
- Nguyện cầu trong đêm (1970)
- Tình ca nữ
- Tình hồng tình ta
- Tình nước tình nhà
- Tư Lúa vui xuân
- Yêu anh yêu em
- Yêu người như trời cao (ký Phạm Thế Tân)

### Viết chung vớiGiao Tiên
- Chân thành
- Chôn vùi kỷ niệm (Phận gái thuyền quyên 3)
- Chuyện sui gia
- Giấc nam kha
- Lý lẽ con tim (Ngọc Tuấn - Diễm Đào)
- Phận gái thuyền quyên (1970)
- Từ độ xa người (Phận gái thuyền quyên 2) [6]

### Viết chung vớiVinh Sử
- Bạc màu áo trận (1970)
- Đêm hỏa châu (1970)
- Kỷ niệm thời con gái (1970)

- Nét buồn thời chiến

### Viết chung với Thanh Phương
- Lộc xuân (Nguyên Thảo - Thanh Phương)
- Ngày con về (Nguyên Thảo - Thanh Phương, 1968)[7]

### Viết chung với Hàn Châu
- Giết người yêu (Giứ mái người yêu) (Nguyên Thảo - Thục Chương)[8]